# ユアサ・フナショク
ユアサ・フナショク株式会社（英: Yuasa Funashoku Co.,Ltd.）は、千葉県船橋市に本社を置く食品卸会社である。

## 概要
一般には「ユアサ」、「フナショク」で知られている。加工食品、その他各種食料品、米穀、酒類の販売、小麦粉、砂糖、油脂類、化成品、石油類の販売、配合飼料、畜産物の販売、ビジネスホテル（「パールホテルチェーン」）、飲食店、ボウリング場等の運営、不動産の賃貸を行っている。かつて主力としていた製パン業は2005年度をもって撤退した。

## 沿革
- 1936年（昭和11年） - 「野地屋」の屋号で湯浅商店が肥料・米・雑穀・小麦粉・飼料などの販売を目的に創業。
- 1937年（昭和12年） - 法人組織に改め株式会社湯浅商店（現・商事部門）が設立。
- 1967年（昭和42年） - 竣工した「船橋駅前ビル」に西武百貨店船橋店が核店舗として開業[2]。
- 1971年（昭和46年） - 関連会社の山野株式会社（現・ホテル部門）を通じてビジネスホテル業界へ進出。
- 1972年（昭和47年） - 船橋食品株式会社を合併するとともに、商号を現在の「ユアサ・フナショク株式会社」と変更。
- 1975年（昭和50年） - 東京証券取引所市場第二部に株式を上場。
- 1989年（平成元年） - 山野株式会社を合併。
- 2005年（平成17年） - 製パン業から撤退。
- 2013年（平成25年） - 本社移転。【船橋市宮本4-18-6】
- 2021年（令和3年） - 旧・西武船橋店跡地と建物を大和ハウス工業に売却[3]。

## ビジネスホテル事業
- パールホテルチェーン
  - パールホテル茅場町
  - パールホテル両国
  - パールホテル太田
  - パールホテル川崎
  - パールホテル溝ノ口
  - パールホテル新宿曙橋
  - ホテルサンライト新宿